# Josh Allen (football américain, 1996)
Pour les articles homonymes, voir Josh Allen et Allen.
(en) Statistiques sur pro-football-reference
Joshua Patrick Allen, né le 21 mai 1996 à Firebaugh, dans l'État de Californie aux États-Unis, est un sportif professionnel américain de football américain jouant au poste de quarterback au sein de la National Football League depuis la saison 2018.
Il joue pour la franchise des Bills de Buffalo qui l'avait choisi en 7e choix global lors du premier tour de la draft 2018 de la NFL. Avec les Bills, Allen est désigné MVP de la saison 2024 par l'Associated Press (AP).
Auparavant au niveau universitaire, il a joué dans la NCAA Division I FBS pour les Cowboys de l'université du Wyoming, membres de la Mountain West Conference.
Le 9 mars 2025, Josh Allen devient le joueur de la NFL avec le salaire garanti le plus élevé (250 millions de dollars).

## Biographie

### Jeunesse
Allen a grandi dans une ferme de 3 000 acres (1 214 ha) située à proximité de Firebaugh en Californie, une petite ville située à environ 40 milles (64,37376 km) à l'ouest de Fresno,. Sa famille y vivait depuis que son arrière-grand-père s'y soit installé comme migrant de Suède en 1907, pendant la Grande Dépression survenue aux États-Unis. La ferme où il a grandi avait été créée en 1975 par son grand-père paternel. Celui-ci fut longtemps membre du conseil scolaire local ainsi que du gymnase de l'école secondaire de Firebaugh High School d'où Allen sera diplômé en 2014.
Il est fan des Bulldogs de Fresno State, et assiste régulièrement aux matchs et aux camps d'entraînement de cette équipe. Il tente d'attirer les regards des sélectionneurs de ce programme universitaire. Son père tente de convaincre Tim DeRuyter, l'entraîneur principal de l'époque, mais celui-ci ne décerne pas de bourse d'études à Allen. Il ne reçoit d'ailleurs aucune offre d'un programme de FBS ni de FCS. Il n'y a que l'Université d'État de San Diego qui lui aura proposé d'intégrer l'équipe comme joueur walk-on (joueur faisant partie d'une équipe universitaire ne disposant pas de bourse). Allen refuse cette proposition, car elle ne lui garanti pas d'obtenir de temps de jeu. Lors d'un reportage sur Allen en 2017, le journaliste d'ESPN, Mark Schlabach (en), pensait qu'Allen avait suscité très peu d'intérêt des équipes universitaires parce qu’à cette époque :
- Josh pesait 81,64 kilos et mesurait 1,90 mètre ;
- il n'avait pas participé aux camps d'élite des quarterbacks et n'était pas une recrue très connue ;
- son équipe de lycée n'a pas participé à de nombreux camps de 7 contre 7 parce que Josh, et plusieurs de ses coéquipiers étaient plus concentrés à jouer au baseball et à d'autres sports. Il était le meilleur marqueur de son équipe de basket-ball et était également un bon lanceur de son équipe de baseball, (il pouvait lancer des balles à 90 miles à l'heure).

Le reporter Jeff Eisenberg de Yahoo! Sports ajoute à ce sujet en 2017 qu'à une époque où de nombreuses familles tentent de décrocher une bourse d'études par le sport, encourageant leurs enfants à se spécialiser dans un sport ou en les transférant dans une l'école qui leur fournirait le plus d'exposition, la famille de Josh Allen avait résisté à ces deux tendances. Ils avaient refusé les propositions de programmes plus importants après la saison junior de leur fils et ils l'avaient maintenu à Firebaugh, vivant selon la maxime de la famille : « Vous fleurissez où vous êtes planté » (You bloom where you’re planted.).
Allen ne pratiquait pas seulement plusieurs sports lorsqu'il était au lycée, mais il travaillait aussi régulièrement au sein de la ferme familiale et au sein du restaurant tenu par sa mère à Firebaugh.

### Carrière universitaire
Allen intègre Reedley College (en), un collège communautaire où un des entraîneurs adjoints de l'équipe de football américain était marié à un cousin d'Allen . Le coordinateur offensif de lépoque, Ernie Rodriguez, déclare au journaliste Jeff Eisenberg qu'Allen faisait des lancers incroyables, mais que personne ne l'appréciait et ne comprenait pas pourquoi. Allen ne joue pas pendant les trois premiers matchs de la saison 2014 mais lors du quatrième match, après être monté au jeu, il inscrit quatre touchdowns à la course. Il devient alors le quarterback titulaire de l'équipe, inscrivant 25 touchdowns pour seulement 4 interceptions lors due reste de la saison. Il grandit et prend du poids, mesurant 1,96 mètre et pesant 95,25 kilos. Ses entraîneurs à Reedley pensent alors qu'il recevra bientôt une offre d'un programme FBS et c'est ce qui arrive en fin de saison. Allen, pour arriver à ses fins, écrit de nombreux e-mails aux divers entraîneurs de FBS mais ne reçoit des offres de bourse d'études qu'en provenance des programmes d'Eastern Michigan et de Wyoming. Eastern Michigan retire son offre lorsqu'Allen rend visite à Wyoming en toute fin de période de signature après sa saison junior de 2014.
L'entraîneur de Wyoming, Craig Bohl, s'était initialement rendu à Reedley pour se renseigner sur un autre potentiel renfort. Dave Brown, un ancien assistant de Fresno State qui était depuis devenu membre de l'équipe du nouvel entraîneur des Cowboys et qui connaissait Allen, exhorte le coordinateur offensif des Cowboys, Brett Vigen, de recruter Allen. Vigen remarque un grand nombre de ressemblances entre Allen et un autre quarterback qu'il avait recruté en 2010, Carson Wentz, futur quarterback des Eagles de Philadelphie. Wentz avait la même taille qu'Allen, était également originaire d'une petite ville, pratiquait plusieurs sports et s'était révélé sur le tard. Bohl considère de suite Allen comme une possible recrue. Il est le seul entraîneur issu de la division FBS à se rendre au sein de la ferme familiale et à y parler au père de Josh. Il lui dit qu'ils avaient visité tout le pays et que le seul quarterback qu'il désirait était Josh, que celui-ci deviendrait le symbole de leur programme. Bien qu'ayant reçu une offre de Wyoming, Allen rencontre une dernière fois les dirigeants de Fresno State. N'ayant aucun accord avec Fresno State, il rejoint officiellement Wyoming avant le début de la saison 2015.
Il ne joue que deux matchs lors de sa première saison à Wyoming, n'étant titulaire qu'à une seule reprise. Lors de cette titularisation, il réussit 4 passes avant de se casser la clavicule, ce qui met fin à sa saison. Cette blessure survenant en tout début de saison, il bénéficie du statut de redshirt,. Allen revient de blessure en 2016 et est titulaire au poste de quarterback,.
En 2016, Allen gagne 3 203 yards et inscrit 28 touchdowns à la passe en plus gagner des 523 yards et 7 touchdowns inscrits à la course. Après en avoir d'abord informé sa famille, sa petite amie et quelques très bons amis, il déclare qu'il désire se présenter à la prochaine draft de la National Football League (NFL) pour devenir joueur professionnel. Peu avant la date limite pour s'inscrire à la draft, Vigen contacte le père d'Allen pour lui expliquer pourquoi son fils devrait rester un an de plus à Wyoming. Selon Eisenberg, après cet appel téléphonique, lorsque le père de Josh arrive dans la pièce où son fils se trouve, il constate que celui-ci est très angoissé à propos de la décision qu'il avait prise. Avant la date limite, Bohl dit à Allen que s'il reste un an de plus à Wyoming, il y améliorera ses perspectives dans la NFL à long terme. Allen demande également conseil à Wentz et finalement, il décide de rester à Wyoming. Il y gagne 1 812 yards tout en inscrivant 16 touchdowns malgré 6 interceptions en 2017.

### Carrière professionnelle

#### Draft
Peu de temps près la fin de la draft de 2017, le reporter d'ESPN, Adam Schefter (en), déclare au sujet de l'avenir d'Allen en NFL qu'un directeur du personnel lui avait au cours de la semaine écoulée « que l'on pourra mettre dans les livres que le prochain choix no 1 de la draft sera Allen ». En décembre 2017, après avoir conduit les Cowboys à un bilan de 8 victoire pour 5 défaites ainsi qu'une victoire 37 à 14 contre les Chippewas de Central Michigan lors du Famous Idaho Potato Bowl 2017, Allen annonce qu'il va se présenter à la draft de 2018. Lors de la première projection de draft en janvier 2018, l'analyste en draft d'ESPN, Mel Kiper Jr. (en), prévoit que les Browns de Cleveland, déteneurs du premier choix, sélectionneront Allen devant tous les autres quarterback présents lors de la draft, comme Josh Rosen, Sam Darnold, Baker Mayfield ou Lamar Jackson.
Le 26 avril, le jour de la draft, plusieurs anciens tweets datant de sa jeunesse et contenant plusieurs insultes à connotation raciste proférées par Allen sont divulgués,,. Il s'en excuse publiquement en expliquant qu'il était à l'époque « jeune et idiot ».
| Taille             | Poids           | Bras            | Main            | Sprint   | Sprint   | Sprint   | Shuttle 20 yards | 3 cones drill | Détente         | Détente             | Développé couché | Test Wonderlic |
| Taille             | Poids           | Bras            | Main            | 40 yards | 10 yards | 20 yards | Shuttle 20 yards | 3 cones drill | verticale       | horizontale         | Développé couché | Test Wonderlic |
| 1,95 m (6 ft 5 in) | 108 kg (237 lb) | 84 cm (33 ¼ in) | 26 cm (10 ⅛ in) | 4,75 s   | 1.56 s   | 2,74 s   | 4,40 s           | 6,90 s        | 85 cm (33 ½ in) | 3,02 m (9 ft 11 in) | -                | -              |

Les Bills de Buffalo le sélectionnent en tant que 7e choix global du premier tour de la draft, les Bills étant remontés dans l'ordre de la draft après avoir échangé leur 12e choix ainsi que deux sélections de deuxième tour aux Buccaneers de Tampa Bay contre le 7e choix.

#### Bills de Buffalo

##### 2018

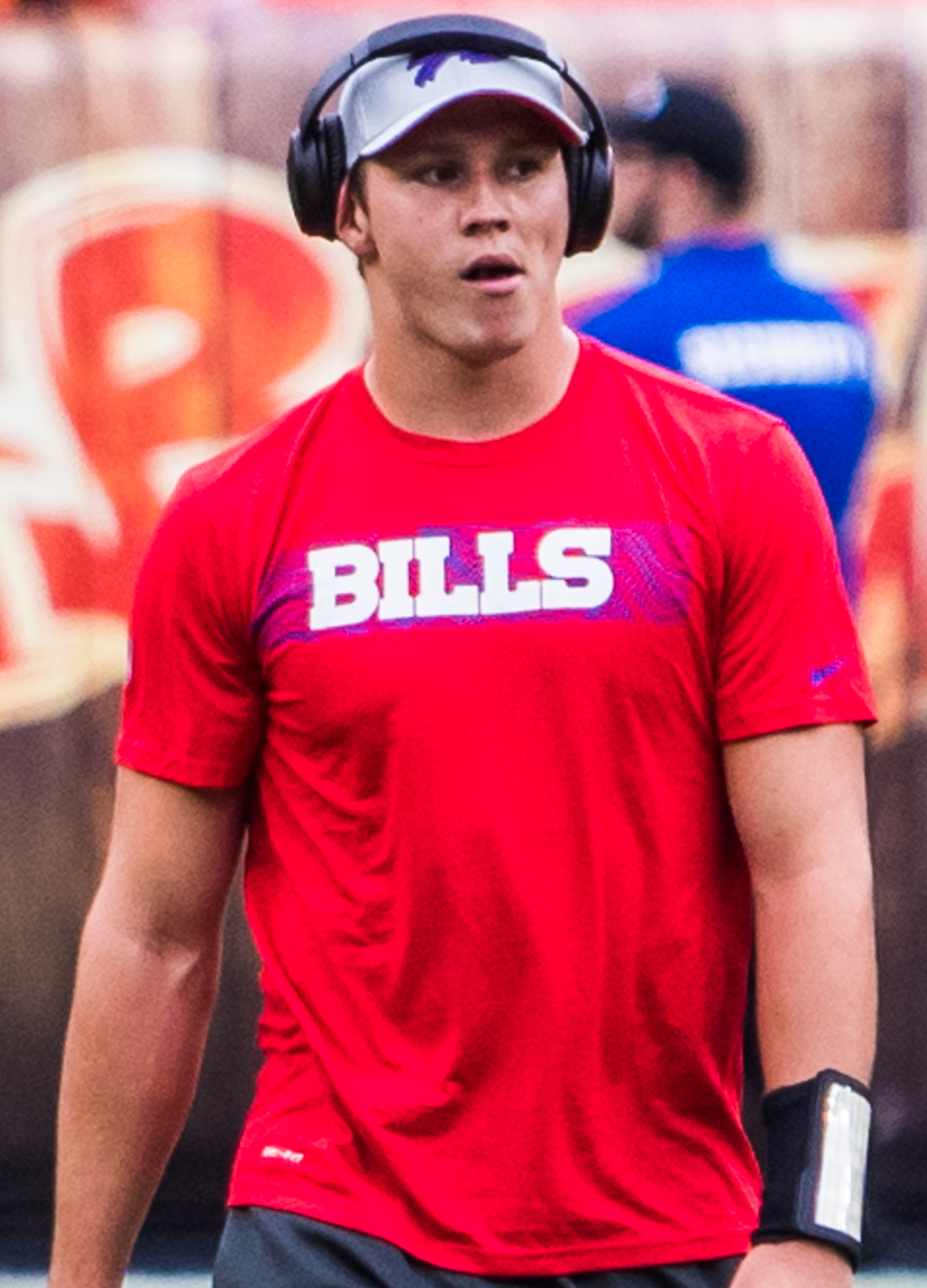
Josh Allen en 2018.

Allen entre en compétition pour le poste de quarterback titulaire avec A.J. McCarron et Nathan Peterman au cours de l'intersaison et lors du camp d'entraînement. Malgré une bonne pré-saison, Allen commence la saison comme remplaçant de Peterman après que McCarron ait été échangé aux Raiders d'Oakland.
Allen fait sa première apparition en saison régulière contre les Ravens de Baltimore après que Peterman ait été retiré du jeu à la suite d'une mauvaise performance. Allen termine la rencontre avec 74 yards par la passe et 26 yards à la course malgré la défaite des Bills (3 à 47). Ses statistiques sont néanmoins meilleurs que celles de Peterman, celui-ci n'ayant réussi que 5 des 18 passes tentées pour un gain de 24 yards et deux interceptions et une évaluation du quarterback de zéro pour ce match. Le 12 septembre, les Bills nomment Allen comme titulaire pour le match contre les Chargers de Los Angeles. Il termine le match avec 245 yards par la passe et 32 yards à la course, inscrivant son premier touchdown dans la NFL malgré deux interceptions et une nouvelle défaite des Bills (20 à 31).
La semaine suivante, contre les Vikings du Minnesota, Allen mène les Bills à leur première victoire de la saison. Il réalise une excellente première mi-temps. Les Bills remporte le match 27 à 6, Josh gagnant 196 yards par la passe et 39 par la course tout en inscrivant trois touchdowns, un par la passe et deux à la course. Au cours du premier quart-temps, il réalise une action devenue virale sur les réseaux sociaux : au cours d'une action confuse, il saute par-dessus le linebacker des Vikings, Anthony Barr, et réussit à gagner le 1st down.

## Statistiques

### Statistiques universitaires
| Année  | Équipe  | Statut | MJ |         | Passes   | Passes | Passes | Passes | Passes | Passes | Passes  |       | Courses | Courses | Courses | Courses |
| Année  | Équipe  | Statut | MJ | Tentées | Réussies | Pct.   | Yards  | TD     | Int.   | Éval.  | Tentées | Yards | Moy.    | TD      |         |         |
| 2015   | Wyoming | SO     | 02 | 06      | 04       | 66,7   | 0 51   | 0      | 0      | 138,1  | 03      | 040   | 13,3    | 0       |         |         |
| 2016   | Wyoming | SO     | 14 | 373     | 209      | 56,0   | 3 203  | 28     | 15     | 144,9  | 142     | 523   | 03,7    | 07      |         |         |
| 2017   | Wyoming | JR     | 11 | 270     | 152      | 56,3   | 1 812  | 16     | 06     | 127,8  | 092     | 204   | 02,2    | 05      |         |         |
| Totaux | Totaux  | Totaux | 27 | 649     | 365      | 56,2   | 5 066  | 44     | 21     | 137,7  | 237     | 767   | 03,2    | 12      |         |         |

### Statistiques professionnelles
| Année              | Équipe             | MJ  |         | Passes   | Passes | Passes | Passes | Passes | Passes | Passes  |       | Courses | Courses | Courses | Courses |     | Sacks  | Sacks |  | Fumbles | Fumbles |
| Année              | Équipe             | MJ  | Tentées | Réussies | Pct.   | Yards  | TD     | Int.   | Éval.  | Tentées | Yards | Moy.    | TD      | Nb.     | Yards   | Nb. | Perdus |       |  |         |         |
| 2018               | Bills de Buffalo   | 12  | 320     | 169      | 52,8   | 2 074  | 10     | 12     | 067,9  | 089     | 631   | 7,1     | 8       | 28      | 213     | 8   | 2      |       |  |         |         |
| 2019               | Bills de Buffalo   | 16  | 461     | 271      | 58,8   | 3 089  | 20     | 09     | 085,3  | 107     | 510   | 4,7     | 9       | 38      | 237     | 14  | 4      |       |  |         |         |
| 2020               | Bills de Buffalo   | 16  | 572     | 396      | 69,1   | 4 544  | 37     | 10     | 107,2  | 102     | 421   | 4,1     | 8       | 26      | 159     | 9   | 1      |       |  |         |         |
| 2021               | Bills de Buffalo   | 17  | 646     | 409      | 63,3   | 4 407  | 36     | 15     | 092,2  | 122     | 763   | 6,3     | 6       | 26      | 164     | 8   | 2      |       |  |         |         |
| 2022               | Bills de Buffalo   | 16  | 567     | 359      | 63,3   | 4 283  | 35     | 14     | 096,6  | 124     | 762   | 6,1     | 7       | 33      | 162     | 13  | 5      |       |  |         |         |
| 2023               | Bills de Buffalo   | 17  | 579     | 385      | 66,5   | 4 306  | 29     | 18     | 092,2  | 111     | 524   | 4,7     | 15      | 24      | 152     | 7   | 1      |       |  |         |         |
| 2024               | Bills de Buffalo   | 17  | 483     | 303      | 63,6   | 3 731  | 28     | 06     | 101,4  | 102     | 531   | 5,2     | 12      | 14      | 063     | 5   | 2      |       |  |         |         |
| Totaux en carrière | Totaux en carrière | 111 | 3 628   | 2 296    | 63,3   | 26 434 | 195    | 84     | 93,4   | 759     | 4 142 | 5,5     | 65      | 189     | 1 150   | 64  | 26     |       |  |         |         |

| Année              | Équipe             | MJ |                   | Passes            | Passes            | Passes            | Passes            | Passes            | Passes            | Passes            |                   | Courses           | Courses           | Courses | Courses |     | Sacks  | Sacks |  | Fumbles | Fumbles |
| Année              | Équipe             | MJ | Tentées           | Réussies          | Pct.              | Yards             | TD                | Int.              | Éval.             | Tentées           | Yards             | Moy.              | TD                | Nb.     | Yards   | Nb. | Perdus |       |  |         |         |
| 2019               | Bills de Buffalo   | 1  | 024               | 46                | 52,2              | 264               | 0                 | 0                 | 069,5             | 9                 | 92                | 10,2              | 0                 | 3       | 27      | 0   | 0      |       |  |         |         |
| 2020               | Bills de Buffalo   | 3  | 120               | 77                | 64,2              | 817               | 5                 | 1                 | 094,3             | 25                | 145               | 5,8               | 1                 | 8       | 94      | 0   | 0      |       |  |         |         |
| 2021               | Bills de Buffalo   | 2  | 062               | 48                | 77,4              | 637               | 9                 | 0                 | 149               | 17                | 134               | 7,9               | 0                 | 2       | 16      | 0   | 1      |       |  |         |         |
| 2022               | Bills de Buffalo   | 2  | 081               | 48                | 59,3              | 616               | 3                 | 3                 | 080,1             | 12                | 46                | 3,8               | 1                 | 8       | 39      | 0   | 0      |       |  |         |         |
| 2023               | Bills de Buffalo   | 2  | 069               | 47                | 68,1              | 389               | 4                 | 0                 | 101,7             | 20                | 146               | 7,3               | 3                 | 2       | 14      | 0   | 0      |       |  |         |         |
| 2024               | Bills de Buffalo   | ?  | Playoffs en cours | Playoffs en cours | Playoffs en cours | Playoffs en cours | Playoffs en cours | Playoffs en cours | Playoffs en cours | Playoffs en cours | Playoffs en cours | Playoffs en cours | Playoffs en cours | ?       | ?       | ?   | ?      |       |  |         |         |
| Totaux en carrière | Totaux en carrière | 10 | 378               | 244               | 64,6              | 2 723             | 21                | 1                 | 100,0             | 83                | 563               | 6,8               | 5                 | 23      | 190     | 0   | 1      |       |  |         |         |

## Trophées et récompenses

### NCAA
- 2016 : Sélectionné dans la 2e équipe de la Mountain West Conference.

### NFL
- Meilleur joueur (MVP) de la saison 2024 ;
- 3 sélections pour le Pro Bowl : 2020, 2022 et 2024 ;
- Sélectionné dans la deuxième équipe All-Pro : 2020 ;
- Désigné Most Improved Player par Pro Football Writers of America (PFWA) : 2020 ;
- Désigné 2 × meilleur joueur offensif du mois en AFC : 2020 (septembre et décembre), 2024 (septembre) ;
- Désigné 12 × meilleur joueur offensif de la semaine en AFC: 2018 (semaine 17), 2019 (semaine 11), 2020 (semaines 2, 9, 13 et 15), 2021 (semaine 3), 2022 (semaines 5, 6 et 15), 2023 (semaines 2 et 4), 2024 (semaines 3, 13 et 15) ; ;
- Désigné 2 x meilleur joueur passeur NFL de la semaine par FedEx : 2022 (semaines 5 et 18) ;
- Classé par ses pairs dans le Top 100 des meilleurs joueurs de la ligue :
  - 87e en 2020 (saison 2019) ;
  - 10e en 2021 (saison 2020) ;
  - 13e en 2022 (saison 2021) ;
  - 8e en 2023 (saison 2022) ;
  - 12e en 2024 (saison 2023) ;

## Vie privée
Depuis le printemps 2023, Josh Allen entretient une relation avec l'actrice et chanteuse Hailee Steinfeld. Celle-ci assiste régulièrement aux matchs des Bill. Le couple a annoncé publiquement ses fiançailles le 29 novembre 2024.
En 2017, Allen a obtenu un baccalauréat en sciences sociales de l'université du Wyoming.
Il est fan de musique classique et de vieux succès, ce qui, selon lui, lui permet de rester calme avant les matchs. Sa playlist d'avant-match comprend des chansons de Frank Sinatra (« That's Life »), Sammy Davis Jr., Elvis Presley, Paul Anka (« Put Your Head on My Shoulder ») et Billy Joel (« The Stranger »).
Allen est un passionné de golf, ce qui, selon lui, est l'une de ses activités préférées. Il a décliné une invitation au Pro Bowl 2022 en tant que remplaçant pour jouer au AT&T Pebble Beach Pro-Am 2022 (en), terminant 55e sur un groupe de 156 équipes en duo avec Keith Mitchell
. Il a de nouveau refusé de participer aux Pro Bowl Games 2023 pour des raisons similaires
. Allen a participé à la sixième édition de The Match (en) en tandem avec Patrick Mahomes, contre Tom Brady et Aaron Rodgers, le 1er juin 2022. Ils ont perdu sur un putt gagnant de Rodgers
.  Il a participé à deux reprises à l'American Century Championship (en), terminant à la 58e place du concours de 2022
 et à la 37e place en 2023.
La maison personnalisée d'Allen à Orchard Park à New York dispose d'un parcours par-3, d'un green séparé avec six trous, de trois tee box différents et d'un simulateur de swing complet. Son handicap en 2022 est de 8 et son meilleur score de tous les temps est de 77.